# Gammakamera
Et gammakamera anvendes i nuklearmedicin til at afbilde den gammastråling, som kommer fra patienten. Dermed kan gammakameraet vise fordelingen af kortlivede radioaktive sporstoffer i kroppen. Hvis gammakameraet kan bevæge sig rundt om patienten, kaldes det også for en SPECT-skanner.

## Historie
Det første spæde gammakamera, den rektilineære skanner, kom i 1950, i Danmark dog først i 1960. Kameraet, der i dag kaldes for et gammakamera, kom i 1957
 og hed The Anger Camera (efter opfinderen Hal Anger). 
Danmark fik sit første gammakamera i 1970, det første SPECT-kamera blev præsenteret i 1976 og den første PET-skanner i 1990.

## Opbygning
Hovedkomponentener i et gammakamera er en krystal til at "fange" gammastrålingen og omdanne den til lysglimt, et antal fotomultiplikatorrør til at måle disse lysglimt, og en kollimator foran krystallen.   

### Krystal
Krystallens opgave er at standse gammastrålingen og omdanne strålingens energi til lysglimt. Denne proces kaldes scintillation. Krystallen i et gammakamera kan sammenlignes med den lysfølsomme del i et almindeligt kamera. Krystallen i et gammakamera er ofte lige så stor som det område der skal afbildes, f.eks. 40 cm gange 60 cm, og typisk 3/8 tomme (knap en cm) tyk. Et et meget anvendt materiale til sådanne krystaller er natriumjodid (NaI).

### Fotomultiplikatorrør (PMT)
Bag ved natriumjodid-krystallen findes en antal fotomultiplikatorrør (engelsk: photo-multiplier-tube, PMT). Et fotomultiplikatorrør opfanger og forstærke de små lysglimt fra scintillationen. En scintillation kan detekteres af flere PMT'er, hvorved præcisionen forstærkes. Hvert rør er stort (adskillige centimeter), men ved at beregne et gennemsnit af rør-positionerne vægtet efter signalet fra hvert rør, kan postionen af en scintillation beregnes med en præcision på få mm. Hver måleposition udgør en pixel, der tilsammen danner en matrix. Billedet fra gammakameraet består altså af en afbildning af tælletallene i disse pixels.

### Kollimator
Strålingen fra patienten kommer ikke i nogen bestemt retning, derfor vil et punkt i patienten bestråle hele krystallen. Det svarer til et almindeligt kamera, hvor linsen er pillet af: Kameraet vil kende forskel på lys og mørke, men det bliver ikke til billeder med motiv.
Gammakameraets kollimator sikrer, at et bestemt punkt i patienten (motivet) kun kan bestråle en lille del af krystallen. En typisk kollimator kan sammenlignes med en tyk plade med en tusindvis af huller gennem pladen. Oftest fremstillet i bly, udformet som en bikube med sekskantede huller. Opbygningen i bly, gør at fotoner ikke kan gennemtrænge væggene (kaldet septa, ental septum). Kun den del af strålingen, som går på langs af hullerne kommer igennem, mens stråling på skrå rammer siderne af hullerne og stoppes. På den måde vil et punkt i patienten afbildes som et punkt på krystallen, i stedet for at hvert punkt bestråler hele krystallen. 
Kollimatorens udformning bestemmer, om kameraet skal være sensitivt eller specifikt. Hvis hullerne er små (kort afstand mellem septa) og lange (tyk kollimator), så skal en foton ramme meget præcist på langs af hullerne for at nå frem til den billeddannende krystal bagved. Dermed bliver afbildningen præcis (specifik optagelse), men prisen er at mange fotoner blot standses af kollimatoren og dermed ikke udnyttes til at danne billede - gammakameraet får en lav sensitivitet i betydningen lav evne til at måle fotonerne. Sensitiviteten kan øges ved at bruge større huller og/eller en mindre tyk kollimator. Dermed når flere fotoner gennem kollimatoren og frem til krystallen. Prisen er så, at billedet bliver uskarpt (lav specificitet). 

## Billedbehandling
De rå data fra gammakameraet er antal tællinger for hver pixel i billed-matricen. Disse kan så vises i et billedbehandlingsprogram med en farveskala, f.eks. en gråtone-skala fra sort til hvid eller en skala med falske farver, f.eks. fordelt som regnbuens farver med blå som lave tal og rød som høje tal.
Uanset valget af farveskala, er data digitale og der kan udføres beregninger på de indsamlede data.